# Химическая энергия
Химическая энергия — потенциал вещества, трансформирующийся в химической реакции или трансформирующий другие вещества.
Создание или разрушение химических связей происходит с выделением (экзотермическая реакция) или поглощением (эндотермическая реакция) энергии. В популярной литературе под термином химическая энергия чаще всего подразумевают энергию, которую вещество или смесь веществ выделила в результате экзотермической реакции.
В химической термодинамике используется термин химический потенциал.
В более узком смысле химическая энергия, получаемая при сгорании топлива, называется удельная теплота сгорания.